# Waark
De Waark (Duits en Frans: Wark) is een rivier in Luxemburg die bij Ettelbruck uitmondt in de Alzette. De rivier heeft een lengte van 28 km en stroomt door Mertzig, Feulen en Welscheid.